# Hinata Hiiragi
Pour les articles homonymes, voir Hiiragi.
Hinata Hiiragi (柊木 陽太, Hiiragi Hinata), né le 10 septembre 2011 dans la préfecture de Kyoto (Japon), est un acteur japonais.

## Biographie
Hinata Hiiragi est surtout connu internationalement pour son rôle de Yori Hoshikawa dans L'Innocence (Monster) (2023) de Hirokazu Kore-eda.

## Filmographie partielle

### Au cinéma
- 2023 : One Second Ahead, One Second Behind (en) : Hajime (enfant)[2]
- 2023 : L'Innocence : Yori Hoshikawa[3]

### À la télévision
- 2022 : PICU (ja) : Keigo Komatsu (épisodes 5 à 11)[4]
- 2024 : Dear Radiance (en) : l'empereur Ichijō jeune (taiga drama)[5]
- 2024 : VR Ojisan's First Love (en) : Aoi Ashihara[6],[7]

## Récompenses et distinctions
| Année | Prix                                   | Catégorie               | Œuvre(s) nommée(s)                                | Résultat   | Réf. |
| ----- | -------------------------------------- | ----------------------- | ------------------------------------------------- | ---------- | ---- |
| 2024  | Blue Ribbon Awards                     | Meilleur nouveau venu   | L'Innocence ; One Second Ahead, One Second Behind | Nomination | ,    |
| 2024  | Prix du cinéma de l'Académie japonaise | Nouveau venu de l'année | L'Innocence                                       | Lauréat    | ,    |